# Hap Arnold
Henry Harley Arnold o Henry H. Arnold (Gladwyne, Pensilvania, 25 de junio de 1886 - Sonoma, California, 15 de enero de 1950), al que también se conoció con el nombre de Hap (por happy, feliz en inglés),  fue un destacado militar estadounidense.
Henry Harley Arnold alcanzó el grado de General de la Fuerza Aérea de los Estados Unidos, especialmente conocido por su papel durante la Segunda Guerra Mundial, durante la que fue el jefe del Estado Mayor de dicha arma entre 1938 (cuando era el Cuerpo Aéreo del Ejército de los Estados Unidos, hasta 1941) y 1945.
Fue el único oficial en ascender al grado de general de la Fuerza Aérea, en junio de 1949, siendo ascendido por orden del presidente de los Estados Unidos Harry S. Truman, que había sucedido a Franklin Delano Roosevelt como presidente a la muerte de este.

## Historial

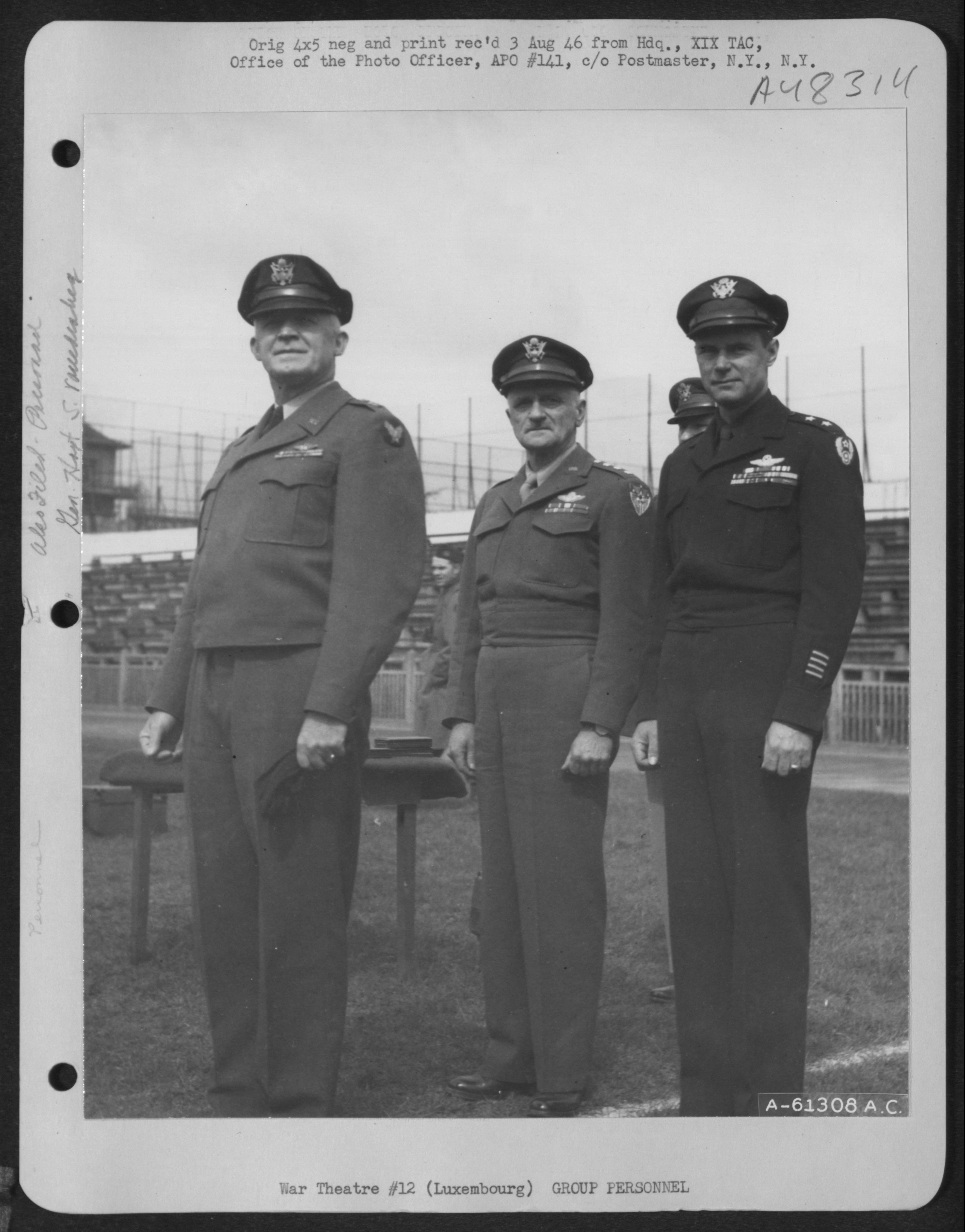
Los generales Arnold, Spaatz y Vandenberg

Henry Harley Arnold salió licenciado como oficial de la Academia Militar de West Point en 1907, y fue uno de los primeros militares estadounidenses en aprender a pilotar aviones, en una fecha tan temprana como 1911, recibiendo lecciones de vuelo de parte de los propios Orville y Wilbur Wright.
Prueba de sus capacidades de navegación aérea es que ya en 1912 ganó el primer Trofeo Clarence H. Mackay, al efectuar un vuelo de reconocimiento de unos 50 km de recorrido a bordo de uno de los primeros y más primitivos modelos de avión diseñados por los hermanos Wright.
En 1917 Arnold fue enviado a Panamá, donde se encargó de organizar y adiestrar la 7.ª Escuadrilla de los Estados Unidos. Se convertía así en uno de los pioneros del arma de aviación en las Fuerzas Armadas de los Estados Unidos, lo que a la larga dio alas a su carrera militar, a pesar de que el ser enviado a ese destino le impidió tomar parte en la Primera Guerra Mundial.
En el período de entreguerras destacó igualmente por ser uno de los más activos mandos militares estadounidenses enfrentados al aislamiento, ya que preveía un enfrentamiento con Japón y con una Alemania reforzada desde que Adolf Hitler había alcanzado el poder. Ello le supuso la estima del nuevo presidente de los Estados Unidos Franklin Delano Roosevelt cuando este comenzó a tomar medidas para proceder al desarrollo armamentístico del país en previsión de la guerra que se avecinaba.
En 1938 fue nombrado primer jefe del Estado Mayor del nuevo Cuerpo Aéreo del Ejército de los Estados Unidos, cargo desde el que impulsó el desarrollo de la Fuerza Aérea estadounidense, en la línea marcada por el presidente Roosevelt.
Al estallar la Segunda Guerra Mundial impulsó la creación de la 8ª Fuerza Aérea estadounidense, que tuvo papel destacado en la lucha contra el Tercer Reich en el Frente de Europa Occidental, mediante constantes acciones de bombardeo estratégico.
En 1945, sin renunciar a sus obligaciones anteriores, asumió además el mando directo de la 20ª Fuerza Aérea estadounidense, que efectuó acciones de bombardeo estratégico contra las ciudades y las industrias de Japón.
Durante la Segunda Guerra Mundial tuvo bajo su mando a 2 500 000 soldados y 75.000 aviones.
Murió de un infarto al corazón en 1950.